# Psychologisch refractaire periode

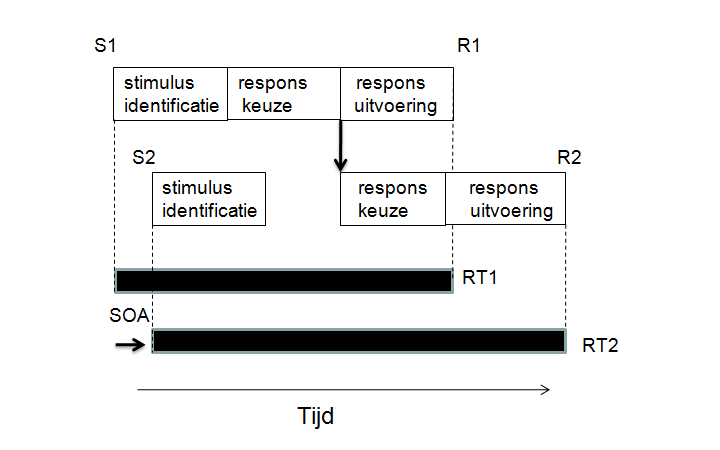
Het PRP-paradigma

De psychologisch refractaire periode (afgekort PRP) is de verlenging van reactietijd van een tweede taak, als twee reactietaken ongeveer gelijktijdig moeten worden uitgevoerd.

## Algemeen
PRP is voor het eerst beschreven door de Britse psychologen Vince en Welford. Het verschijnsel werd door hen toegeschreven aan interferentie tussen psychische processen als twee reactietaken ongeveer op hetzelfde moment moeten worden uitgevoerd. Deze processen of verwerkingsstadia zijn achtereenvolgens: stimulusidentificatie (welke prikkel), responskeuze (welke reactie) en responsuitvoering (bijvoorbeeld: het indrukken van een knop). De interferentie tussen de twee taken werd toegeschreven aan een mentale bottleneck. Deze zou vooral liggen in het responskeuzestadium. Twee stimuli tegelijk identificeren of twee motorische reacties tegelijk uitvoeren, is tot op zekere hoogte nog wel te realiseren, maar twee stimuli tegelijk selecteren en bovendien daarvoor de juiste respons kiezen, is praktisch onmogelijk. Het responskeuzestadium van taak 2 moet daarbij als het ware even worden stopgezet en uitgesteld, totdat dit in taak 1 is gepasseerd.

## Procedure
Het PRP-effect kan het eenvoudigst worden aangetoond in twee-keuzereactietaken, elk met een stimulus (S) en een respons(R), die kort na elkaar moeten worden uitgevoerd. Taak 1: S1: bijvoorbeeld rood of groen lampje, hierop moet met wijsvinger of middenvinger van de rechterhand worden gereageerd met het indrukken van een linker- of rechterknop (R1) op een paneel onder de rechterhand. Taak 2: S2: bijvoorbeeld hoge of lage toon waarop moet worden gereageerd door met de middenvinger of wijsvinger van de linkerhand een linker-of rechterknop (R2) van een paneel onder de linkerhand in te drukken. S1 en S2 worden met variabele intervallen aangeboden (SOA’s genoemd naar Stimulus Onset Asynchrony). De vertraging in reactietijd in de tweede taak (RT2) is een afspiegeling van het uitgestelde responskeuzeproces. Het PRP-fenomeen is van groot belang gebleken om te begrijpen waarom mensen vaak moeite hebben met het gelijktijdig uitvoeren van twee cognitieve taken. Kennelijk wijst het op een beperking in de centrale capaciteit van de hersenen om complexe informatie onder grote tijdsdruk te verwerken.